# Rivierstruisriet
Rivierstruisriet (Calamagrostis pseudophragmites) is een vaste plant, die behoort tot de grassenfamilie. 

## Determinatie
De plant wordt 90–120 cm hoog met rechtopgaande stengels en bloeit in juni en juli met een iets overhangende pluim, waarvan de zijtakken ook iets overhangen. De aartjes zijn tot 7 mm lang. De 4,5–7 mm lange kelkkafjes zijn lijnlancetvormig en versmallen zeer geleidelijk naar de spitse top. Het onderste kelkkafje is duidelijk langer dan het bovenste. De callusharen zijn bijna even lang als de kelkkafjes. Het onderste, drienervige, 2 mm lange kroonkafje is aan de rugzijde glad en bij de top genaald. De ongeveer 5 mm lange kafnaald ontspringt tussen de twee spitsen van het onderste kelkkafje (zie figuur). De kruisvormige, vuilpaarse, 2 mm lange helmknoppen hangen tijdens de bloei aan lange dunne helmdraden buiten het aartje. De door zeer korte stekelhaartjes vrij ruwe bladeren zijn blauwgroen en hebben een 4–12 mm lang, spits tongetje.
De plant lijkt sterk op duinriet (Calamagrostis epigejos), maar verschilt daarvan door de tijdens de bloei meer uitgespreide en overhangende pluim, de langere kafnaald die tussen de spitsen is ingeplant en de vrij buiten de bloem hangende helmknoppen.
De vrucht is een graanvrucht.

## Ecologie
Rivierstruisriet komt voor in uiterwaarden en aan waterkanten op zonnige, natte, voedselrijke grond. In de jaren 1910 werd de plant nog gevonden langs de Merwede en de Nieuwe Maas, maar hij heeft zich in Nederland niet kunnen handhaven.

## Verspreiding
Rivierstruisriet komt voor in Midden-Azië en Centraal-Europa.

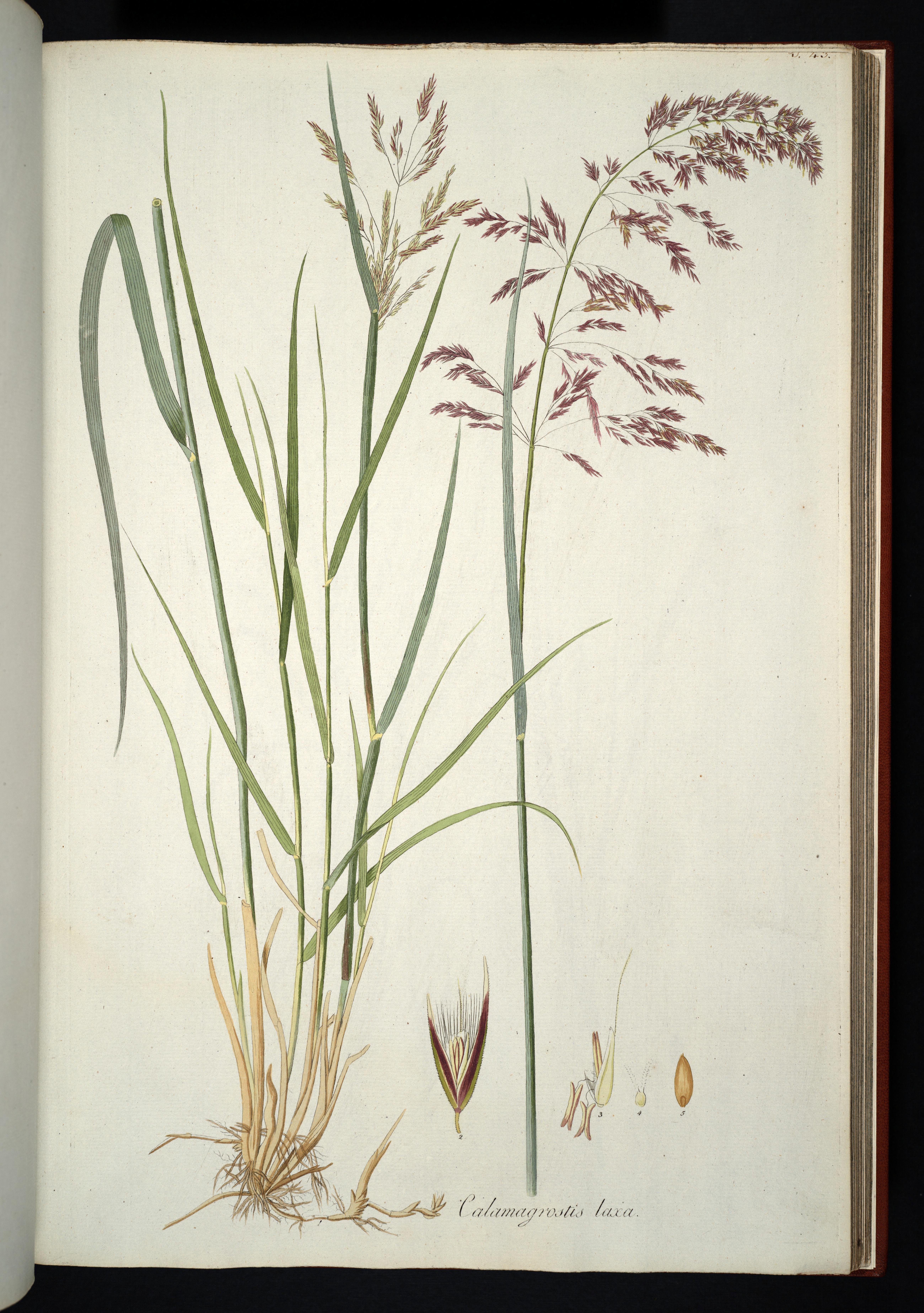
Illustratie
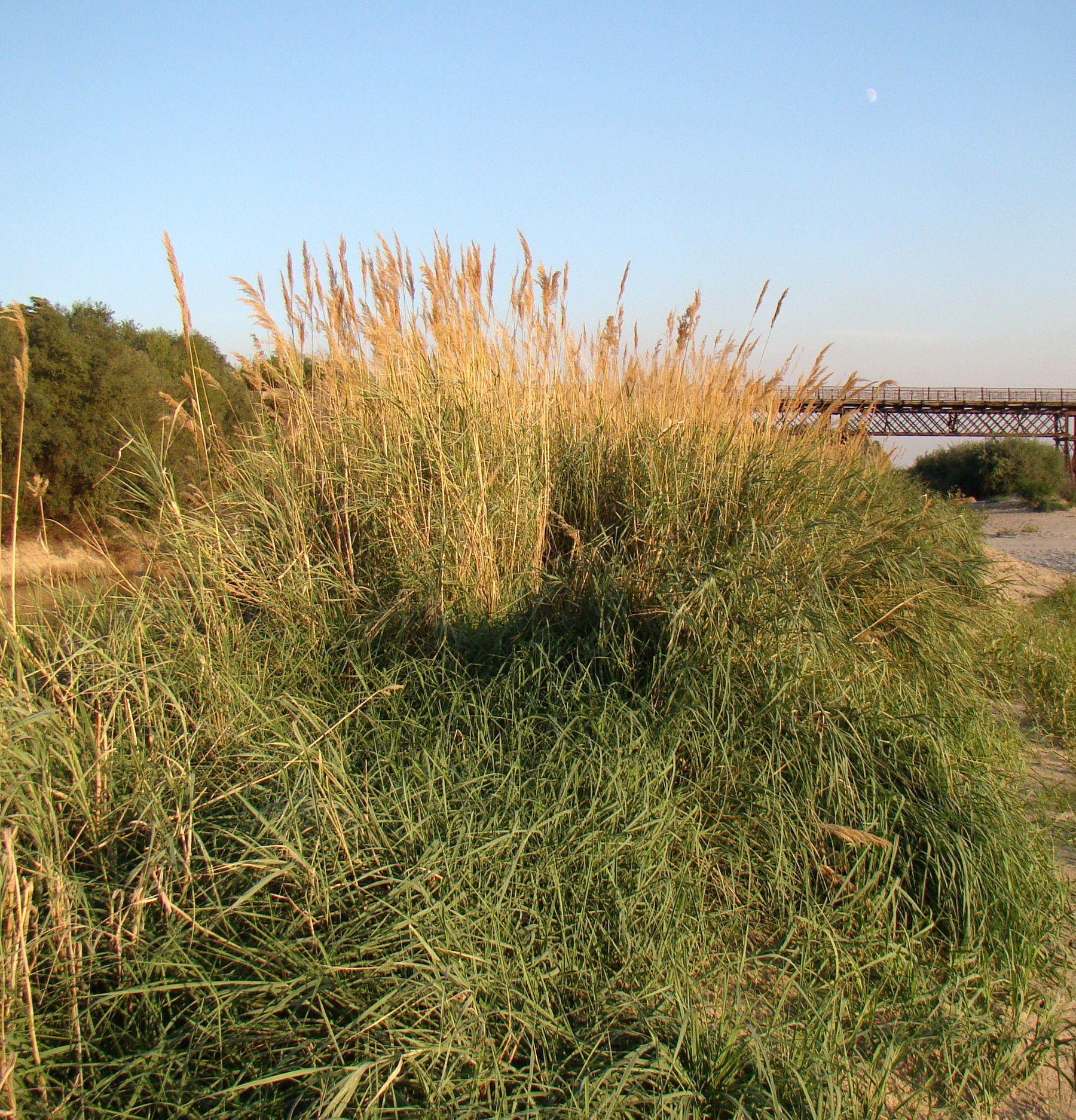
Plant
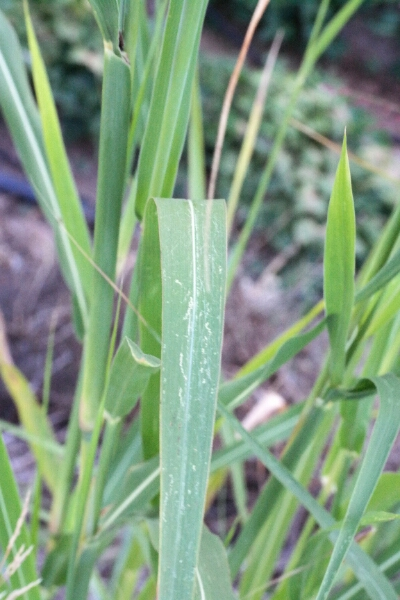
Blad
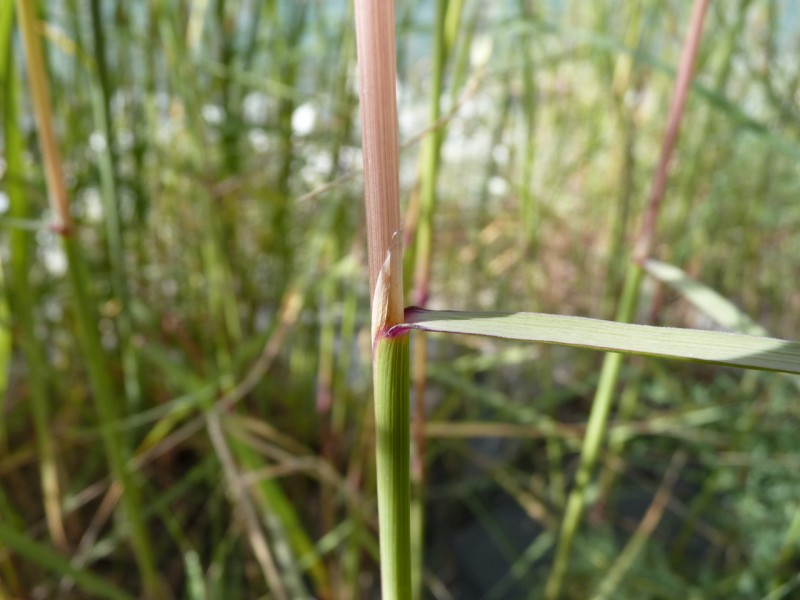
Tongetje
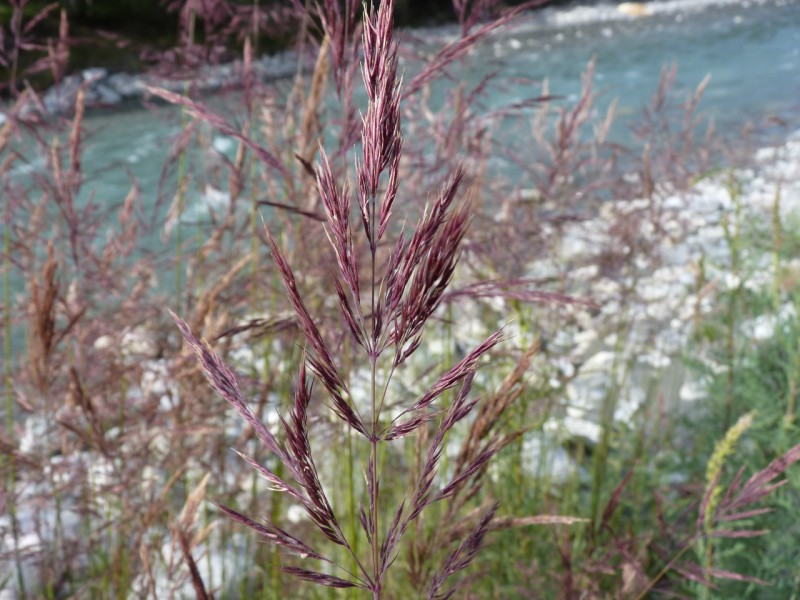
Pluim
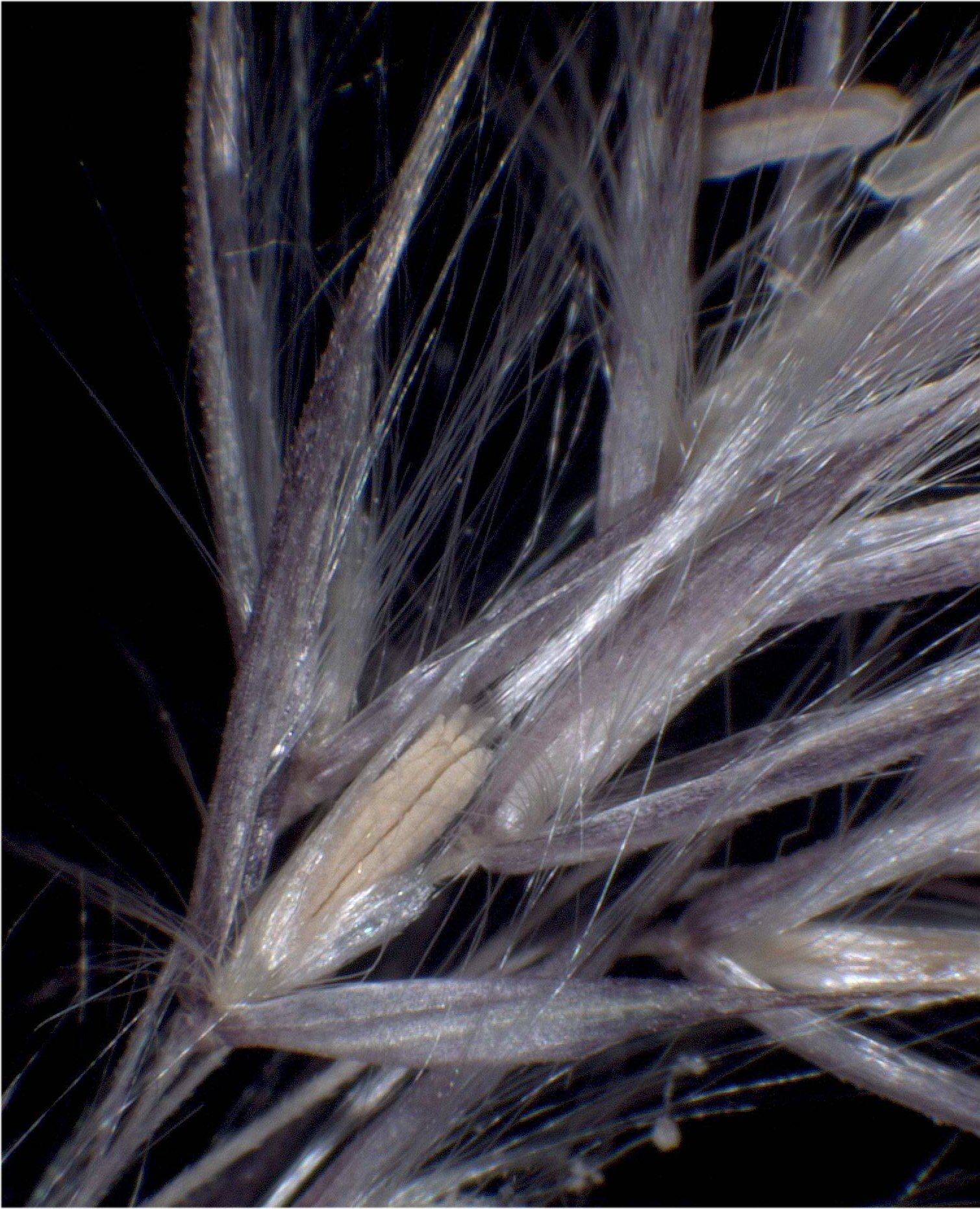
Aartje